# Альварес, Мелькиадес
Мельки́адес А́льварес Гонса́лес-Поса́да (исп. Melquíades Álvarez González-Posada; 17 мая 1864, Хихон, Астурия, Испания — 22 августа 1936, Мадрид, Испания) — испанский политик и юрист.
Получил юридическое образование в Университете Овьедо. В молодости активно занимался журналистской деятельностью, основал газету La Libertad. Работал адвокатом в Овьедо, в 1894—1898 годах возглавлял адвокатскую коллегию в этом городе. С 1898 года участвовал в политической деятельности как член Либеральной партии, затем входил в состав Республиканского союза, сторонник одного из его лидеров Николаса Сальмерона. В 1912 году основал и возглавил Реформистскую партию, в состав которой входили такие известные представители испанской либеральной интеллигенции, как Мануэль Асанья и Хосе Ортега-и-Гассет. Реформистская партия выступала за провозглашение Испании республикой, но готова была принять и конституционную монархию. Мелькиадес Альварес был известен как яркий оратор, его называли El Tribuno («трибун») и pico de oro («краснобай», «златоуст»). Избирался депутатом Кортесов.
В 1917 году он участвовал вместе с республиканцами и социалистами в движении, требовавшем созвать Учредительные кортесы. Когда оно потерпело неудачу, перешёл на более умеренные позиции, сблизившись с монархической Либеральной партией. В 1922—1923 годах был председателем Кортесов, после переворота генерала Мигеля Примо де Риверы безуспешно пытался убедить короля Альфонса XIII восстановить либеральный парламентаризм. Во время существования диктаторского режима Прима де Риверы участвовал в заговорах против него. После провозглашения Испании республикой в 1931 году избирался в Кортесы (1931 и 1933), был лидером небольшой правоцентристской Республиканской либерально-демократической партии (преобразованной Реформистской партии), противник Народного фронта. Был избран деканом (председателем) адвокатской коллегии Мадрида. В 1936 году стал адвокатом лидера Испанской фаланги Хосе Антонио Примо де Риверы, арестованного по приказу правительства Народного фронта.
В августе 1936 года, через месяц после начала гражданской войны, Мелькиадес Альварес был арестован республиканскими властями, как и многие другие консервативные политики, оказавшиеся на территории, контролировавшейся правительством Народного фронта. Был убит левыми военными в мадридской тюрьме Cárcel Modelo. Вместе с ним погибли бывшие министры правительства республики Хосе Мартинес де Веласко и Мануэль Рико, капитан кавалерии Фернандо Примо де Ривера (брат Хосе Антонио Примо де Риверы), военный пилот Хулио Руис де Альда, один из основателей Испанской фаланги. Бывший соратник Мелькиадеса Мануэль Асанья был тогда президентом республики, но не имел реальной власти для того, чтобы предотвратить гибель своего бывшего политического наставника. Асанья смог только выразить своё отношение к этому убийству в своём посмертно опубликованном дневнике.